# Hägerstensåsens skola
Hägerstensåsens skola är en kommunal grundskola vid Sparbanksvägen i stadsdelen Hägerstensåsen i södra Stockholm. Skolans byggnader uppfördes mellan 1944 och 1968 efter ritningar av Paul Hedqvist.

## Verksamhet
I Hägerstensåsens skola bedrivs undervisning för cirka 480 elever från förskoleklass till och med årskurs 6. Skolan består av fyra arbetslag med totalt 69 medarbetare (2016). Hägerstensåsens skola är även huvudskola för Hägerstenshamnens skola, som ligger i bostadsområdet Hägerstenshamnen.

## Byggnader

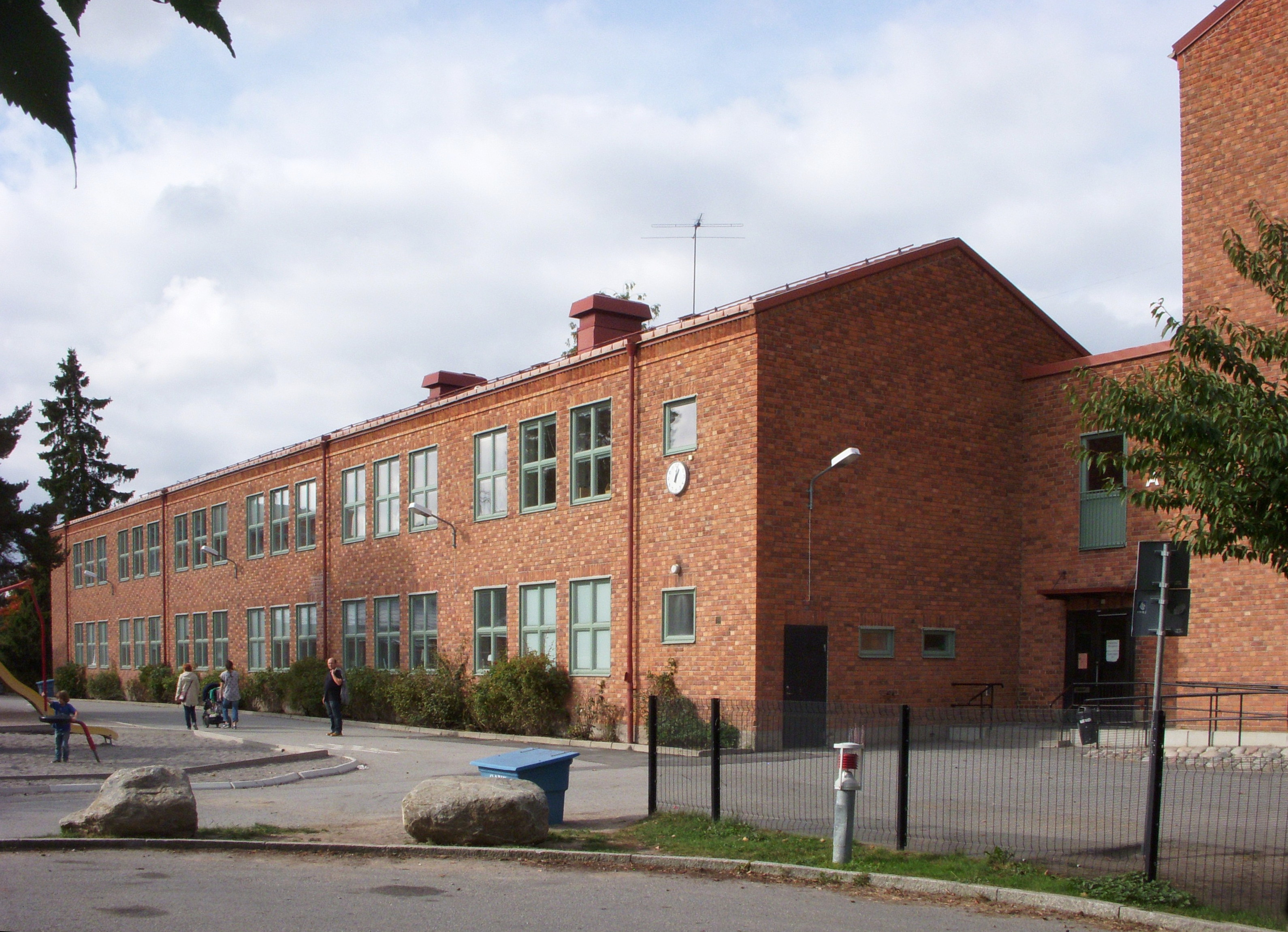
Norra klassrumslängan, september 2016.

Byggherre och beställare var Stockholms folkskoledirektion som anlitade Sveriges främste skolarkitekt, Paul Hedqvist, att gestalta anläggningen. Planeringen började redan under andra världskriget, 1943. Skolan placerades centralt mellan stadsdelens planerade centrum och framtida station för Hägerstensåsens tunnelbana som togs i bruk redan 1946, dock för spårvagnar och 1964 för tunnelbana. 
Komplexet består av fem byggnadskroppar med två klassrumslängor och en administrationsbyggnad däremellan samt en kombinerad matsals- och samlingsalssbyggnad. Dessutom fanns en fristående gymnastikbyggnad som tillkom 1968 men ersattes 2002 av en ny gymnastikhall på sydvästra delen av tomten. I administrationsbyggnadens bottenvåning låg till en början en läkarmottagning, skolans bibliotek och vaktmästarbostaden. 
Skolans byggnader gestaltades av Hedqvist i stram enkelhet och hålls samman av fasaderna i rött tegel. Enda utsmyckning är ett band med mönstermurning under takfoten. Samtliga byggnader är grönmarkerade av Stockholms Stadsmuseum, vilket betyder att bebyggelsen är särskilt värdefull från historisk, kulturhistorisk, miljömässig eller konstnärlig synpunkt. Skolan ägs och förvaltas av Skolfastigheter i Stockholm AB (SISAB).